# Mark Iuliano
Mark Iuliano (ur. 12 sierpnia 1973 w Cosenzy) – włoski piłkarz grający na pozycji obrońcy.

## Kariera piłkarska
Do Juventusu trafił w wieku 23 lat. Mimo początkowych obaw, Marcello Lippi szybko się na nim poznał i zaczął na niego stawiać. W pierwszym sezonie rozegrał w biało-czarnej koszulce 33 mecze i udało mu się strzelić jednego gola. W sezonie 1997/98 zaliczył już tych występów 42 i stał się ostoją obrony Bianconerich. Przez 8 sezonów gry w obronie Juventusu zaliczył 260 występów, w których strzelił 6 bramek. Zdobył w nim także: cztery Scudetta, dwa Superpuchary Włoch, Superpuchar Europy i Puchar Interkontynentalny. Jego bardzo dobra gra odbiła się szerokim echem i szybko dostał szansę gry w pierwszej reprezentacji Włoch. Zaliczył występy w Mistrzostwach Europy 2000, a także na Mistrzostwach Świata w Korei i Japonii. Po ośmiu i pół roku gry w Juventusie, Iuliano postanowił przenieść się na Majorkę, gdzie występował w klubie Real Mallorca. Jednak nie osiągnął tam zamierzonych celów i powrócił do Italii. Przeprowadzone po latach badania wykazały, że stosował kokainę podczas gry w Juventusie.

## Kariera reprezentacyjna
Z reprezentacją narodową Włoch uczestniczył w Euro 2000 i Mistrzostwach Świata 2002. Łącznie rozegrał w jej barwach 19 spotkań i strzelił jednego gola.